# Walsenburg
Walsenburg es una ciudad ubicada en el condado de Huérfano en el estado estadounidense de Colorado. En el Censo de 2010 tenía una población de 3068 habitantes y una densidad poblacional de 374,15 personas por km².

## Geografía
Walsenburg se encuentra ubicada en las coordenadas 37°37′53″N 104°46′57″O / 37.63139, -104.78250. Según la Oficina del Censo de los Estados Unidos, Walsenburg tiene una superficie total de 8.2 km², de la cual 8.2 km² corresponden a tierra firme y (0%) 0 km² es agua.

## Clima
| Parámetros climáticos promedio de Walsenburg en el periodo 1981-2010                                  | Parámetros climáticos promedio de Walsenburg en el periodo 1981-2010 | Parámetros climáticos promedio de Walsenburg en el periodo 1981-2010 | Parámetros climáticos promedio de Walsenburg en el periodo 1981-2010 | Parámetros climáticos promedio de Walsenburg en el periodo 1981-2010 | Parámetros climáticos promedio de Walsenburg en el periodo 1981-2010 | Parámetros climáticos promedio de Walsenburg en el periodo 1981-2010 | Parámetros climáticos promedio de Walsenburg en el periodo 1981-2010 | Parámetros climáticos promedio de Walsenburg en el periodo 1981-2010 | Parámetros climáticos promedio de Walsenburg en el periodo 1981-2010 | Parámetros climáticos promedio de Walsenburg en el periodo 1981-2010 | Parámetros climáticos promedio de Walsenburg en el periodo 1981-2010 | Parámetros climáticos promedio de Walsenburg en el periodo 1981-2010 | Parámetros climáticos promedio de Walsenburg en el periodo 1981-2010 |
| Mes                                                                                                   | Ene.                                                                 | Feb.                                                                 | Mar.                                                                 | Abr.                                                                 | May.                                                                 | Jun.                                                                 | Jul.                                                                 | Ago.                                                                 | Sep.                                                                 | Oct.                                                                 | Nov.                                                                 | Dic.                                                                 | Anual                                                                |
| --- | -------------------------------------------------------------------- | -------------------------------------------------------------------- | -------------------------------------------------------------------- | -------------------------------------------------------------------- | -------------------------------------------------------------------- | -------------------------------------------------------------------- | -------------------------------------------------------------------- | -------------------------------------------------------------------- | -------------------------------------------------------------------- | -------------------------------------------------------------------- | -------------------------------------------------------------------- | -------------------------------------------------------------------- | -------------------------------------------------------------------- |
| Temp. máx. media (°C)                                                                                 | 8.4                                                                  | 9.5                                                                  | 13.2                                                                 | 17.6                                                                 | 22.6                                                                 | 27.8                                                                 | 30.3                                                                 | 29.0                                                                 | 25.4                                                                 | 20.1                                                                 | 12.9                                                                 | 7.7                                                                  | 18.8                                                                 |
| Temp. media (°C)                                                                                      | 0.8                                                                  | 1.6                                                                  | 5.1                                                                  | 9.3                                                                  | 14.3                                                                 | 19.2                                                                 | 22.1                                                                 | 21.1                                                                 | 16.9                                                                 | 11.3                                                                 | 5.0                                                                  | 0.3                                                                  | 10.6                                                                 |
| Temp. mín. media (°C)                                                                                 | -6.7                                                                 | -6.3                                                                 | -3.1                                                                 | 0.9                                                                  | 6.0                                                                  | 10.6                                                                 | 13.8                                                                 | 13.2                                                                 | 8.3                                                                  | 2.6                                                                  | -2.9                                                                 | -7.1                                                                 | 2.5                                                                  |
| Precipitación total (mm)                                                                              | 21.3                                                                 | 23.1                                                                 | 49.8                                                                 | 55.4                                                                 | 46.2                                                                 | 39.1                                                                 | 50.8                                                                 | 59.7                                                                 | 23.6                                                                 | 30.2                                                                 | 30.5                                                                 | 28.4                                                                 | 467.4                                                                |
| Fuente: NCDC 1981-2010 Monthly Normals Walsenburg en el periodo 1981-2010(en) 28 de noviembre de 2012 |                                                                      |                                                                      |                                                                      |                                                                      |                                                                      |                                                                      |                                                                      |                                                                      |                                                                      |                                                                      |                                                                      |                                                                      |                                                                      |

## Demografía
Según el censo de 2010, había 3068 personas residiendo en Walsenburg. La densidad de población era de 374,15 hab./km². De los 3068 habitantes, Walsenburg estaba compuesto por el 75.49% blancos, el 0.62% eran afroamericanos, el 5.25% eran amerindios, el 0.26% eran asiáticos, el 0.23% eran isleños del Pacífico, el 13.82% eran de otras razas y el 4.34% pertenecían a dos o más razas. Del total de la población el 55.96% eran hispanos o latinos de cualquier raza.